# 大田三星火災ブルーファングス
大田三星火災ブルーファングス（テジョン・サムスンかさい・ブルーファングス、韓国語: 대전 삼성화재 블루팡스、英語: Daejeon Samsung Fire Insurance Bluefangs）は、大韓民国・大田広域市を本拠地とする男子プロバレーボールチーム。サムスン火災海上保険がオーナー企業であったが、2015年にサムスングループの広告代理店である第一企画に譲渡された。

## 歴史
1995年に創設。2005年に始まったVリーグでは最高の8回の優勝を誇る名門チームで、2007年から2014年シーズンにかけて7連覇を達成した。

## 主な成績
韓国Vリーグ
- 優勝：8回（2005、2007-2008、2008-2009、2009-2010、2010-2011、2011-2012、2012-2013、2013-2014）
- 準優勝：3回（2005-2006、2006-2007、2014-2015）

KOVOカップ
- 優勝：2回（2009年、2018年）
- 準優勝：4回（2006年、2008年、2012年、2023年）

日韓Vリーグトップマッチ
- 優勝：2回（2006,2010）

AVCアジアクラブ選手権
- 優勝：2回（2000,2001）

## 歴代所属選手
- パク・チョルウ
- レオナルド・レイバ